# Paul Breyer
Pour les articles homonymes, voir Breyer.
 (décembre 2019).
Si vous disposez d'ouvrages ou d'articles de référence ou si vous connaissez des sites web de qualité traitant du thème abordé ici, merci de compléter l'article en donnant les références utiles à sa vérifiabilité et en les liant à la section « Notes et références ».
Paul Breyer, né en 1905 à Arlon en Belgique et mort le 4 mai 1968 au Tignet (Alpes Maritimes) est un peintre, graveur et dessinateur.
Il est resté fidèle à la tradition de l’art figuratif.

## Biographie
Il est le fils de Nicolas Breyer, un artisan relieur, qui lui donne l’exemple de la dignité et du travail bien fait.
Il dessine très tôt, mais c’est vers la médecine qu’à 19 ans il va se diriger, à l’Université Libre de Bruxelles. Cependant, très tôt, il comprend que sa véritable vocation est artistique et il s’inscrit à l’Académie des Beaux-Arts de Bruxelles qu’il termine, quelques années plus tard en section peinture.
En 1931, il épouse Madeleine Deltenre, une artiste peintre également poète. Elle représente la compagne idéale pour Paul Breyer. Le couple s’installe à Arlon dans une petite maison qu’ils appellent La Chaloupe. Ils publieront un ouvrage intitulé « Visages de notre Bruxelles Pays » dans lequel elle écrit les poèmes et lui l'illustre par des linogravures.
Dans un premier temps, il est un peintre de l'Ardenne. Son art est directement inspiré de son amour pour la terre, le terroir, le travail vigoureux des paysans et des artisans.
C'est en 1937 qu'il organise sa première exposition personnelle au Palais des Beaux-Arts de Bruxelles. Le challenge est difficile car il succède à la rétrospective du peintre belge Jean Brusselmans qui fut un temps son professeur. La critique est excellente : devant ses toiles, le mot de « Nouvel Humanisme » sera prononcé[réf. nécessaire].
Il enseigne la peinture à l'Académie des Beaux-Arts d'Arlon dont il devient également directeur. Il compte parmi ses élèves les peintres Paul Schrobiltgen, Paul Antoine et Roger Greisch.
Il devient membre de l’Académie Luxembourgeoise et expose à son salon annuel.
En 1947, il expose dans la mouvance de la Jeune Peinture Belge, mais s’en éloignera car les couleurs de la Méditerranée l’attirent et qu’il refuse la ligne de ses compagnons qui se dirigent vers l’abstraction et l’art géométrique.
C’est en 1949 qu’il quitte la Belgique pour s’installer à Cagnes-sur-Mer où il séjournera 7 ans, puis au Tignet de Grasse en 1956 dans une maison qu’il appellera La Citadelle où il vivra jusqu’à son décès en 1968.
Le succès l’attendait sous le soleil provençal. Sa palette s’éclaircit, s’illumine et s’imprègne totalement de ce soleil éblouissant. Il reste cependant attaché à ses premières amours, à travers ces thèmes qui lui sont si chers : le travail de la terre, l’homme, les paysages. Ses toiles prennent également une puissance philosophique, elles reflètent toujours plus ses convictions spirituelles : sa spiritualité chrétienne transparaît à travers des sujets comme des descentes de croix, le pain et le vin, le bon berger[Interprétation personnelle ?].
Après sa première exposition à Cagnes-sur-Mer en 1950, il participera à de nombreux salons à Nice, Vence, Sète, Menton, Lyon, Dijon, Grasse et Monte-Carlo.
En 1952, il illustre le recueil de poèmes de Francis André :  Terre. Poèmes paysans.
C'est à Paris qu’auront lieu ses plus importantes expositions. En 1953, il accroche ses toiles à la Galerie Tronche, en 1956 et 1959 à la Galerie Lucy Krohg place Saint-Augustin ; en 1961 et 1963 à la Galerie Transposition.
Il reviendra en Belgique en 1960 pour exposer au Palais des beaux-arts de Bruxelles ; soixante toiles de grande dimension y seront accrochées.
En 1964, du 7 au 28 novembre, c'est la consécration parisienne : il expose 25 grandes toiles à la Galerie Bernheim-Jeune située au coin de l'avenue Matignon et du Faubourg Saint-Honoré. La critique parisienne est excellente, tant la presse professionnelle que la presse d’information et même la presse étrangère.
En 1967, il revient dans sa ville natale d'Arlon pour exposer à la Galerie Wagner ; il expose également à la Maison des Peintres du Luxembourg.
En 1968, la Galerie Bernheim-Jeune lui demande de venir accrocher de nouvelles toiles ; elles y seront exposées du 19 avril au 11 mai.

## Collections publiques
- Arlon, Musée Gaspar, Collection de l'institut Archéologique du Luxembourg et de la Ville d'Arlon, huiles, aquarelles, dessins, estampes[3],[4].